# الگین بیلور
الگین بیلور (انگلیسی: Elgin Baylor؛ (زادهٔ ۱۶ سپتامبر ۱۹۳۴ – درگذشتهٔ ۲۲ مارس ۲۰۲۱) بازیکن بسکتبال NBA بود. او از بهترین بازیکنان بسکتبال تاریخ بود و جز ۵۰ بازیکن تالار مشاهیر NBA قرار داشت. شمارهٔ او در تیم لیکرز بازنشسته شده بود. او در کنار بزرگانی چون لبران جیمز، لری برد، ریک بری و جولیوس اروینگ از بهترین بازیکنان پست ۳ (اسمال فوروارد) محسوب می‌شد.

## مرگ
بیلور در ۲۲ مارس ۲۰۲۱ در سن ۸۶ سالگی درگذشت. او تا زمان درگذشت همراه با همسرش الین، پسرش آلن و دخترش آلیسون زندگی می‌کرد.